# Zygmunt Sarna
Zygmunt Jan Sarna (ur. 4 lipca 1890 w Kamesznicy, zm. 13 listopada 1974 w Krakowie) – polski prawnik i ekonomista.

## Życiorys
Był synem Jana, gajowego w lasach arcyksięcia Habsburga i Rozalii z Nizińskich.
Do szkoły średniej uczęszczał w latach 1903–1911 w Krakowie, zarabiając na utrzymanie udzielaniem lekcji. Egzamin dojrzałości złożył w III Gimnazjum im. Jana Sobieskiego. Po maturze w latach 1911–1914 studiował na Wydziale Prawa UJ. W pierwszym roku wojny (1914/15) kontynuował studia prawnicze na Uniwersytecie Wiedeńskim. W 1916 uzyskał na UJ stopień doktora prawa. Zamieszkał w Wiedniu, gdzie od marca 1916 pracował jako urzędnik w Banku Austro-Węgierskim. Stąd przeniósł się w maju 1919 do krakowskiego oddziału Polskiej Krajowej Kasy Pożyczkowej, gdzie pracował do końca września 1920. Odtąd kariera zawodowa Sarny związana była z działalnością dydaktyczną i naukową. Jeszcze w czasie pobytu w Wiedniu ukończył (1916/17) kurs dla kandydatów na nauczycieli szkół handlowych, a w październiku 1920 złożył we Lwowie egzamin dla kandydatów na nauczycieli przedmiotów ekonomiczno-prawnych. Od października 1920 podjął pracę nauczycielską w średniej szkole handlowej w Krakowie. Wraz z Arnoldem Bollandem i Albinem Żabińskim założył w 1925 Wyższe Studium Handlowe w Krakowie – prywatną szkołę wyższą, trzecią tego typu w Polsce. Przeszedł wówczas, jako urlopowany z dotychczasowego miejsca pracy, na stanowisko profesora nadzwyczajnego nowo powstałej uczelni. Od marca 1927 był profesorem zwyczajnym organizacji handlu. Wykładał nauki handlowe, prawne (prawo konsularne i prawo morskie), a także zasady biurowości. Od września 1938 Studium uzyskało nazwę i rangę Akademii Handlowej. Od 1931 pełnił funkcję wicedyrektora Szkoły (zastępował często nieobecnego dyrektora Michała Rostworowskiego, a od 1 marca 1936 – dyrektora. Na tym stanowisku pozostał do 1939. 6 listopada 1939 znalazł się wśród aresztowanych przez Niemców na UJ profesorów krakowskich w ramach Sonderaktion Krakau 28 listopada w więzieniu we Wrocławiu został wraz z Janem Dąbrowskim odłączony od pozostałych, wywożonych do obozu w Sachsenhausen, i po kilku dniach zwolniony. Stało się to w wyniku interwencji rządu węgierskiego (żona prof. Rudolfina z domu Lauffer  była Węgierką, córką oficera austriackiego). Po powrocie do Krakowa, w celu uniknięcia dalszych represji, osiadł wraz z rodziną w swoim majątku Żydów, który nabył wspólnie z żoną ok. 1934. Pracował naukowo, dzięki czemu mógł wydać zaraz po wojnie opracowanie Morskie uprawnienia konsulów (wyd. Kraków 1945). W  1945 majątek został rozparcelowany. On sam wrócił do Krakowa i podjął zajęcia dydaktyczne. Aresztowany 6 marca 1945 w Miechowie przez Urząd Bezpieczeństwa, został w początkach kwietnia zwolniony na interwencję władz uniwersyteckich. Jako profesor tytularny UJ wznowił na Wydziale Prawa wykłady i seminarium z prawa narodów. Powrócił także do pracy w Akademii Handlowej. Objął tu ponownie kierownictwo Katedry Organizacji Handlu. W latach 1946–1949 był rektorem Akademii Handlowej uzyskując urlop od zajęć na UJ. Zygmunt Sarna był niechętnie widziany przez nowe władze państwowe (w opinii wystawionej przez uczelnianą organizację partyjną w 1949 lub 1950 pisano o nim: Były obszarnik. Jeden z byłych współwłaścicieli Akademii Handlowej. Wykładowca technicznie dobry, treść pozostawia dużo do życzenia. Politycznie koniunkturalista. W lutym 1949 złożył rezygnację ze stanowiska rektora. W listopadzie 1950 rozwiązano z profesorem dawną umowę i zatrudniono w charakterze profesora kontraktowego. W  1950/51 kierował jeszcze katedrą, przemianowaną teraz na Katedrę Organizacji i Techniki Handlu. Od 1 października 1951 pozbawiono go kierownictwa katedry i zawieszono w wykonywaniu funkcji dydaktycznych. Pozostał jednak członkiem grona profesorskiego, uczestniczył w pracach katedry i wchodził do różnych komisji uczelnianych, stopniowo jednak z nich usuwany. Po 1956 powrócił do działalności dydaktycznej, powierzono mu wykłady z zagadnień handlu zagranicznego. W 1958 powołano pod jego kierownictwem osobny Zakład Handlu Zagranicznego. W maju 1957, na wniosek Rady Wydziału Handlu i senatu, Centralna Komisja Kwalifikacyjna przywróciła Sarnie tytuł profesora zwyczajnego. Podjęte w tym czasie próby ponownego zatrudnienia go na Wydziale Prawa UJ nie zostały zrealizowane. Z dniem 1 października 1960 przeszedł na emeryturę. W l. 1961–1965 prowadził jeszcze zajęcia zlecone (w tym seminarium magisterskie z handlu zagranicznego). Opublikował 17 książek. Został pochowany 20 listopada 1974 na cmentarzu Rakowickim.